# Клевета (Ботичели)
„Клевета“ (на италиански: Calunnia) е картина на известния италиански художник от епохата на Ренесанса Сандро Ботичели. Изложена е в галерия Уфици във Флоренция.

## Обстановка във Флоренция
Картината е рисувана през 1495 г. Предната година Медичите са изгонени от Флоренция. Изминали са три години, откакто е починал млад известният покровител на изкуството и типичен ренесансов човек – Лоренцо Великолепни. Икономическото положение на флорентинците се влошава. На историческата сцена се появява монахът Савонарола, който скоро придобива голямо влияние. Той започва да сипе упреци срещу покварата на обществото.

## Сюжет
Сюжетът на картината е свързан с трактата на Лукиан „За клеветата“. В трактата е описана картина на древногръцкия художник Апелес. Нейният сюжет е прост и алегоричен: на седящия на трона цар Мидас му шепнат в дългите магарешки уши две фигури – алегорични изображения на Невежеството и Подозрението. Клевета е представена като красиво момиче с невинен вид и синя дреха. Тя влачи за косата гол човек, представляващ Ренесансовите хора, който се моли на боговете да бъдат свидетели за невинността му. Над Клевета са нейните спътнички – Коварство и Измама, които я поддържат и величаят. В лявата част на картината са изобразени Разкаянието, представена като облечена в траурни дрехи старица, и Истината, като гола жена (приличаща на Венера от друга картина на Ботичели), молеща небесата. На заден фон са изобразени три арки. Статуите по тях гледат невярващо на случващото се пред тях.
През 1497 г. на площад Синьория Савонарола издига „Клада на суетата“. Изгарят се много произведения на изкуството – картини, скулптури, книги, дрехи и др. Самият Ботичели също пострадва – и негови картини са изгорени. Затова неговата картина е по-тъмна от предишните му (примерно „Примавера“ и „Раждането на Венера“) и изразява по-песимистичната му нагласа. На следващата година Савонарола е арестуван и изгорен на главния площад.

## Фрагменти
- Фрагмент от картината. Истина и Разкаяние
- Фрагмент от картината